# Fernando Altamirano
Fernando Altamirano Carbajal  nasceu em (Aculco, Estado do México dia 7 de julho de 1848), foi um médico e naturalista mexicano. Estudou em San Juan del Río, em Santiago de Querétaro, de onde era originária sua familia, e na Cidade do México onde morreu dia 7 de outubro de 1908.